# Équipe de Belgique de football en 1907
Maillots
Chronologie
Saison précédente Saison suivante
L'équipe de Belgique de football dispute en 1907 trois rencontres désormais habituelles contre les Pays-Bas, deux matchs pour les trophées traditionnels de la Coupe Van den Abeele et de la Rotterdamsch Nieuwsblad Beker, et la France.

## Résumé de la saison
Le 14 avril, les Pays-Bas battent les Diables Rouges à Anvers après prolongations (1-3),,,. Pour la seconde fois dans l'histoire, une prolongation a dû avoir lieu, un vainqueur devant être désigné à l'issue de la rencontre pour l'attribution du trophée Coupe Van den Abeele.
Les Belges reçoivent ensuite la France à Uccle, le 21 avril, et sont une nouvelle fois battus (1-2),,.
Huit jours plus tard, le 28 avril, la Belgique, handicapée par l'absence de six joueurs majeurs réquisitionnés par leurs clubs respectifs, prend le dessus (2-0) sur une sélection régionale de Westphalie lors d'un mach non-officiel, sous la direction de l'arbitre néerlandais Gerard Dyxhoorn.
Le 9 mai, l'équipe nationale belge prend sa revanche sur ses voisins bataves (2-1),,. Ce match, qui s'est déroulé à Haarlem plutôt que Rotterdam, permet aux Belges de remporter la 3e édition de la Rotterdamsch Nieuwsblad Beker, après s'être inclinés (1-2) quelques jours auparavant face aux professionnels anglais d'Arsenal dans les installations du Racing.

## Les matchs
| Match amical Coupe Van den Abeele                              | Belgique    | 1 - 3 a. p.    | Pays-Bas                           | Kiel Anvers, Belgique                                 |                                                       |
| 14 avril 1907 · 14:30 heure locale · Historique des rencontres | R. Feye 31e | (1 – 0, 1 – 1) | van Gogh (nl) 74e 118e · Feith 99e | Spectateurs : 2 500 Arbitrage : Patrick Harrower (en) | Spectateurs : 2 500 Arbitrage : Patrick Harrower (en) |
| 14 avril 1907 · 14:30 heure locale · Historique des rencontres | Rapport     |                |                                    | Spectateurs : 2 500 Arbitrage : Patrick Harrower (en) | Spectateurs : 2 500 Arbitrage : Patrick Harrower (en) |

| Match amical                                                   | Belgique    | 1 - 2   | France                   | Stade du Vivier d'Oie Uccle, Belgique           |                                                 |
| 21 avril 1907 · 15:30 heure locale · Historique des rencontres | Cambier 18e | (1 – 1) | Royet 41e · François 72e | Spectateurs : 2 000 Arbitrage : Herbert Willing | Spectateurs : 2 000 Arbitrage : Herbert Willing |
| 21 avril 1907 · 15:30 heure locale · Historique des rencontres | Rapport     |         |                          | Spectateurs : 2 000 Arbitrage : Herbert Willing | Spectateurs : 2 000 Arbitrage : Herbert Willing |

| Match amical Rotterdamsch Nieuwsblad Beker                  | Pays-Bas  | 1 - 2   | Belgique                   | Stadion De Hout (nl) Haarlem, Pays-Bas          |                                                 |
| 9 mai 1907 · 15:00 heure locale · Historique des rencontres | Feith 54e | (0 – 1) | R. Feye 14e · Goetinck 60e | Spectateurs : 10 000 Arbitrage : Ernest Holland | Spectateurs : 10 000 Arbitrage : Ernest Holland |
| 9 mai 1907 · 15:00 heure locale · Historique des rencontres | Rapport   |         |                            | Spectateurs : 10 000 Arbitrage : Ernest Holland | Spectateurs : 10 000 Arbitrage : Ernest Holland |

## Les joueurs
| Joueurs                | Joueurs                  | Amical | Amical | Amical |
| ---------------------- | ------------------------ | ------ | ------ | ------ |
| Gardiens de but        |                          |        |        |        |
| Robert Hustin          | Racing Club de Bruxelles | 120    | 90     |        |
| Carl Fourneaux         | Léopold Football Club    |        |        | 90,    |
| Défenseurs             |                          |        |        |        |
| Roger Piérard          | Union Saint-Gilloise     | 120    |        |        |
| Marcel Feye            | Léopold Football Club    |        | 90     |        |
| Edgard Poelmans        | Union Saint-Gilloise     | 120    | 90     |        |
| Guillaume Vanden Eynde | Union Saint-Gilloise     | 120    | 90     |        |
| Charles Cambier        | FC Brugeois              | 120    | 90     | 90     |
| Arthur Cambier         | FC Brugeois              |        |        | 90,    |
| Joseph Robyn           | Daring Club de Bruxelles |        |        | 90     |
| Hector Tasson          | Racing Club de Bruxelles |        |        | 90     |
| Milieux                |                          |        |        |        |
| Camille Van Hoorden    | Racing Club de Bruxelles | 120    | 90     | 90     |
| Émile Reuse            | FC Brugeois              | 120    |        |        |
| René Feye              | Léopold Football Club    | 120    | 90     | 90     |
| Alphonse Wright        | Racing Club de Bruxelles |        | 90     | 90     |
| Attaquants             |                          |        |        |        |
| Robert De Veen         | FC Brugeois              | 120    | 90     |        |
| Charles Vanderstappen  | Union Saint-Gilloise     | 120    |        |        |
| Hector Goetinck        | FC Brugeois              | 120    | 90     | 90     |
| Clément Robyn          | Daring Club de Bruxelles |        | 90     |        |
| Maurice Vertongen      | Racing Club de Bruxelles |        |        | 90     |
| Louis Saeys            | CS Brugeois              |        |        | 90     |

1. 1 2 3 4 5 6 7  Première sélection officielle pour le joueur.
2. 1 2 3 4 5 6  Dernière sélection officielle pour le joueur.

## Sources